# Matrizes Progressivas de Raven
Matrizes Progressivas de Raven são testes de múltipla escolha utilizados para aferição do Q.I. (Quociente de Inteligência). Foi desenvolvido por John Carlyle Raven na Universidade de Dumfries, Escócia, sendo padronizado e publicado em 1938. Existem várias formas modernas de se apresentar o teste, incluído cores. Na forma original, denominada Matrizes Progressivas Standard (Standard Progressive Matrices — SPM), é conhecida no Brasil como Escala Geral. A escala foi "planejada para abranger todas as faixas de desenvolvimento intelectual, desde o momento em que a criança é capaz de compreender a ideia de encontrar o pedaço que falta para completar um desenho" .

## Introdução aos testes de Q.I.
Os testes de Raven constituem um dos métodos utilizados para se estimar a inteligência de uma pessoa. Outros testes de Q.I. são os testes de Stanford-Binet, WISC-R e Cattell Culture Fair III. Através da aplicação dos testes de Q.I. considera-se ser possível obter uma "medida" de inteligência da pessoa que o respondeu.

## O Teste de Raven

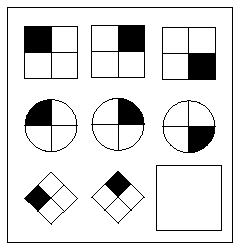
Exemplo de uma Matriz de Raven

O teste de matrizes progressivas de Raven consiste em se apresentar uma matriz de figuras onde há um padrão lógico entre as figuras. Uma das caselas da matriz é deixada em branco e o examinando é incentivado a preencher a casela com a figura correta segundo o seu raciocínio. Por ser um teste fundamentado no estímulo visual, os resultados da Escala Geral, aplicados em deficientes visuais e em cegos não são perfeitamente conhecidos.